# Епархия Акве-Сиренси
Епархия Акве-Сиренси (лат. Dioecesis Aquaesirensis) — упразднённая епархия, в настоящее время титулярная епархия Римско-Католической церкви.

## История
Античный город Акве-Сиренси, который сегодня идентифицируется с археологическими раскопками "Hamman-Bou-Hanifia", находящимися сегодня в Алжире, в первые века христианства был центром одноимённой епархии, располагавшейся в римской в римской провинции Мавретании Цезарейской. Епархия Акве-Сиренси прекратила своё существование в V веке.
C 1933 года епархия Акве-Сиренси является титулярной епархией Римско-Католической церкви.

## Епископы
- упоминается в 411 году — епископ Гонорат ;
- упоминается в 484 году — епископ Фелиций .

## Титулярные епископы
- епископ Пауль Версурен S.C.I.[1] (21.04.1964 — 29.06.1967) — назначен епископом Хельсинки;
- епископ Эдвард Генрик Матерский (29.10.1968 — 6.03.1981) — назначен епископом Сандомира;
- епископ Augustus Peters (6.04.1981 — 3.05.1986);
- епископ Heinrich Janssen (4.07.1986 — по настоящее время).

## Источник
- Annuario Pontificio, Libreria Editrice Vaticana, Città del Vaticano, 2003, стр. 748, ISBN 88-209-7422-3
- Pius Bonifacius Gams, Series episcoporum Ecclesiae Catholicae, Leipzig 1931, стр. 464  (лат.)
- Stefano Antonio Morcelli, Africa christiana, Volume I, Brescia 1816, стр. 81-82  (лат.)